# Musix
Musix GNU/Linux je potpuno slobodan miltimeldijalni operativni sistem za 32-bitnu familiju procesora zasnovan na Debian-u, Kanotix-u i Knoppix-u. Distribucija je namenjena za muzičku produkciju, grafičkim dizajenrima, audio i video izdavačima, i za opštu upotrebu. Distribucija sadrži veliku kolekciju multimedijskog softvera, kao i softvera opše namene. Inicijator projekta je Marcos Germán Guglielmetti.
Sistem se pokreće sa CD/DVD diska, bez potrebe za instaliranjem na hard-disk, mada je moguće instalirati softver. Živi CD podržava više jezika: španski, galicijski, katalonski, baskijski, еngleski, portugalski i francuski. Poslednja dva jezika su podržana od verzije 0.30. Sada je takođe podržani italijanski i nemački. Korisnik može da instalira skoro sve jezike. Živi-CD sadrži 65 jezika. 
Musix GNU/Linux je jedna od retkih GNU/Linux distribucija prepoznata od strane Fondacije za slobodan softver.

## Distribucije

### Musix 1.0
Verzije od 0.x do 2.0 su puštene za slobodno preuzimanje u periodu od 2005. do 2009. godine. Verzije u tom periodu su CD stabilne, osim verzije 1.0 R3 i 1.0 R6 koje su DVD stabilne. Poslednje CD stabilno izdanje je 1.0 R2R5, a poslednje DVD stabilno izdanje je 1.0 R6. Živi CD ima više od 1350 stabilnih softverskih paketa. 
Softver se može instalirati na računar relativno lako za nekoliko minuta, kao i većina današnjih distribucija. Živi CD 1.0 R3 je u testiranju imao preko 2280 softverskih paketa. Neki od tih programa su:
1. Rosegarden, LMMS i Ardour za muzičare
2. Inkscape za vektorsku grafiku
3. GIMP za manipulaciju slika
4. za video montažu
5. Blender za 3D animaciju

Ovaj operativni sistem je veoma mali (zauzima svega 18 MB RAM-a) na osnovu IceWM/ROX-Filera i jednostavan. Višestruki „pinboards“ sadrži aplikacije opšte namene, Pomoć (Help), Root/Admin, Kancelariski paket (Office), MIDI, Internet, Grafiku i Audio. Pinboards sadrži niz ikona i pozadina. Instalacija sadrži pojednostavljeno KDE radno okruženje na CD-u. DVD sadrži punu verziju KDE radnog okruženja sa podrškom za nekoliko jezika.

## Musix 2.0
2.0 se razvija pomoću sktripti koji se nalaze u Debianovom projektu. Prva beta verzija je puštena 25. marta 2009, a prva alfa vertija je puštena 17. maja 2009. godine. Konačna verzija je puštena 20. novembra 2009. godine za CD, DVD i USB izdanja od strane Daniel Vidal, Suso Comesaña, Carlos Sanchiavedraz, Joseangon i od drugih programera koji učestvuju na projektu. Ova verzija je bila predstavljena u „Palau Firal de Congressos de Tarragona, España“ by Suso Comesaña. 
Jedna od verzija je bazirana na Knoppix-u. Inicirana je od strane profosorka muzike André Borges i nazvana je „Adriane“ ili „MusixBr“. Ova verzija nije sofverska grana i potiče od distribucije Knoppix 6.1 Adriane.

## Spoljašnje veze
- Zvanični veb-sajt